# Breutelia anomala
Breutelia anomala är en bladmossart som beskrevs av Robert Statham Williams 1928. Breutelia anomala ingår i släktet gullhårsmossor, och familjen Bartramiaceae. Inga underarter finns listade i Catalogue of Life.